# トマス・エジャートン (初代ウィルトン伯爵)

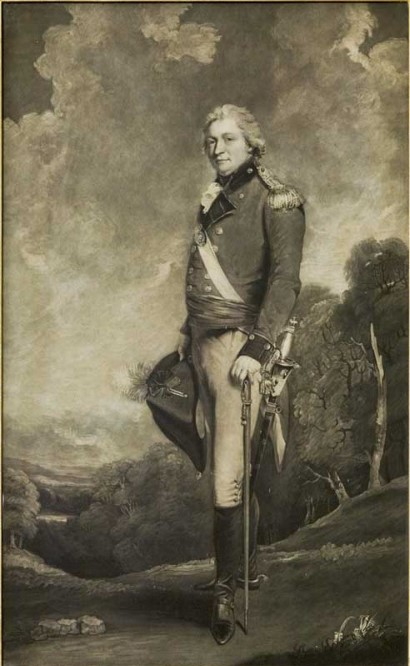
初代ウィルトン伯爵の肖像画、1794年と1802年の間。

初代ウィルトン伯爵トマス・エジャートン（英語: Thomas Egerton, 1st Earl of Wilton、1749年8月14日 – 1814年9月23日）は、イギリスの政治家、貴族。1772年から1784年まで庶民院議員を務めた。

## 生涯
第6代準男爵サー・トマス・グレイ・エジャートンと妻キャサリン（Catherine、旧姓コプリー（Copley）、1791年5月30日没、ジョン・コプリーの娘）の息子として、1749年8月14日にヒートンで生まれた。1756年8月7日に父が死去すると、準男爵位を継承した。1764年よりウェストミンスター・スクールで教育を受けた。
1772年2月、ランカシャー選挙区の補欠選挙に出馬して無投票で当選、1774年と1780年の総選挙でも無投票で再選した。議会でははじめ野党に同調し、1774年2月にグレンヴィル法を恒久法にする法案に賛成、1775年2月にジョン・ウィルクスの議会追放記録抹消に賛成したが、対米戦争をめぐっては政府を支持、1778年にはマンチェスターで対米戦争のための歩兵1個連隊を招集した。議会での演説は地元ランカシャー関連のものが多く、特に貿易と工業に関心を寄せた。たとえば、1778年に首相ノース卿がアイルランドの自由貿易化を提案したとき、提案に反対した。しかし、1780年にアイルランドでの事態が悪化すると、もはや通商だけの問題ではないとしてアイルランドの自由貿易化を黙認した。
シェルバーン伯爵内閣期（1782年 – 1783年）では1783年3月にアメリカ独立戦争の予備講和条約に反対票を投じ、ノース派の一員に属するとされた。フォックス＝ノース連立内閣期（1783年）にチャールズ・ジェームズ・フォックスが提出した東インド法案には投票しなかったが、同年末に第1次小ピット内閣が成立すると1784年1月に小ピット支持を表明した。1784年4月の総選挙に出馬せず、その1か月後の1784年5月15日にグレートブリテン貴族であるヘレフォードシャーにおけるグレイ・ド・ウィルトン男爵に叙された。
1789年、ノーサンプトンシャーのファーシングホーの地所をジョージ・ラッシュ（George Rush）に売却した。
フランス革命戦争期では地元の志願兵連隊に関わり、1795年1月17日にLancashire Volunteer Fencibles隊長に任命された。
1801年6月26日、連合王国貴族であるヘレフォードシャーにおけるウィルトン・キャッスルのウィルトン伯爵とグレイ・ド・ウィルトン子爵に叙された。この爵位には特別残余権（special remainder）が定められており、初代伯爵の男系男子が断絶した場合、初代伯爵の娘の次男以降の男系男子が爵位を継承できるとされた。
1814年9月23日にヒートン・ハウスで死去、プレストウィッチで埋葬された。グレイ・ド・ウィルトン男爵位は廃絶、ウィルトン伯爵位は娘イリナの次男トマスが継承した。準男爵位は初代準男爵サー・ローランド・エジャートンの三男フィリップ（1698年8月15日埋葬）の三男フィリップ（1726年3月6日没）の次男ジョンの息子フィリップ（1732年ごろ – 1786年5月15日埋葬）の息子ジョンが継承した。ジョンは1815年10月17日に姓をエジャートンからグレイ＝エジャートンに改めた。

## 家族
1769年9月12日、イリナ・アシュトン（Eleanor Assheton、1750年ごろ – 1816年2月3日、第3代準男爵サー・ラルフ・アシュトンの娘）と結婚、2男4女をもうけたが、成人したのは1女だけだった。
- イリナ（1770年7月21日 – 1846年11月29日） - 1794年4月28日、初代ウェストミンスター侯爵ロバート・グローヴナーと結婚、子供あり[8][9]
- ルイーザ（1772年 – ?） - 夭折[8]
- フランシス（Frances、1774年 – ?） - 夭折[8]
- トマス（1777年10月24日 – 1777年10月27日埋葬[8]）
- トマス・グレイ（1780年12月21日 – 1793年12月20日[8]）
- フランシス・メアリー（1788年9月4日 – 1796年10月8日[8]）